# Jochen Sachse
Jochen Sachse, född den 2 oktober 1948 i Frankenberg, Tyskland, är en östtysk friidrottare inom släggkastning.
Han tog OS-silver i släggkastning vid friidrottstävlingarna 1972 i München. 